# I Just Want to Make Love to You
«I Just Want to Make Love to You» — пісня американського блюзового музиканта Мадді Вотерса, випущена 1954 року синглом на лейблі Chess (випущена під назвою «Just Make Love to Me»). Написана Віллі Діксоном, контрабасистом гурту Мадді Вотерса 1950-х років.
Є однією з найбільш записуваних блюзових пісень. Найчастіше пісня асоціюється з Мадді Вотерсом, втім низка інших виконавців також записали її у своїй інтерпретації: Етта Джеймс, Фредді Кінг, Мемфіс Слім, Деніз Ла Саль, Ван Моррісон, Ерік Бердон, Foghat, Бадді Гай, Едді Клірвотер, Б. Б. Кінг, Барбара Карр, the Rolling Stones та Айзек Хейз.

## Оригінальна версія
13 квітня 1954 року Мадді Вотерс і Джиммі Роджерс знову повернулися до студії Chess в Чикаго для спільної сесії; в результаті були записані «Just Make Love to Me» та «Oh Yeah» Вотерса, а також «Sloppy Drunk» Роджерса (випущена Chess 1574). У записі взяли участь Мадді Вотерс (вокал, гітара), Літтл Волтер (губна гармоніка), Джиммі Роджерс (гітара), Отіс Спенн (фортепіано), Віллі Діксон (контрабас) і Фред Білоу (ударні). «Just Make Love to Me» (потім перейменована у «I Just Want to Make Love to You») була написана Віллі Діксоном, контрабасистом гурту Вотерса зразка 1950-х років.
Пісня була випущена під назвою «Just Make Love to Me» у травні 1954 року на синглі (Chess 1571) із «Oh Yeah» на стороні «Б». 1954 року потрапила в хіт-парад журналу «Billboard», де посіла 4-е місце в чарті R&B Singles. 1958 року її включено до дебютного альбому-компіляції Вотерса The Best of Muddy Waters (1958), виданого на Chess. У 1971 році Chess включили пісню до збірки McKinley Morganfield a.k.a. Muddy Waters.
Пізніше Мадді Вотерс перезаписав пісню для альбомів Super Blues (січень 1967) (джем-сесія за участі Бо Діддлі, Літтла Волтера, Бадді Гая і Отіса Спенна) та Electric Mud (1968).

## Версія Етти Джеймс
1960 року ритм-енд-блюзова співачка Етта Джеймс записала пісню, яка вийшла 16 листопада 1960 року на стороні Б синглу її найбільшого хіта «At Last» на дочірньому лейблі Chess, Argo Records. 1961 року пісня увійшла до дебютного альбому співачки At Last!. 
Пізніше Джеймс записала концертні версії цієї пісні для альбомів Rocks the House (1964) і Blues in the Night (1986).

## Інші версії
Пісню перезаписали інші виконавці, зокрема Мемфіс Слім (квітень 1961) для Alone with My Friends (1963), Віллі Діксон зі Слімом для концертного альбому Memphis Slim and Willie Dixon at the Village Gate (1962), Рамсі Льюїс для Country Meets the Blues (1962), Чак Беррі для Chuck Berry on Stage (1963), The Rolling Stones для дебютного альбому The Rolling Stones (1964), The Righteous Brothers для Some Blue-Eyed Soul (1964), Лу Ролс для Too Much! (1967), Айзек Хейз для Presenting Isaac Hayes (1968), Джуніор Веллс для Southside Blues Jam (1970), Mungo Jerry (1971), Foghat (1972), Віллі Діксон для Catalyst (1973), Ван Моррісон (1974), Кліфтон Шеньє у стилі зайдеко французькою мовою під назвою «J'Veux Faire l'Amour à Toi» для Frenchin' the Boogie (1976), Б. Б. Кінг для King Size (1977), Барбара Карр, Ерік Бердон, Фредді Кінг для King of the Blues (вийшов 1995), Бадді Гай для Heavy Love (1998), Едді Клірвотер для Cool Blues Walk (1998), Деніз Ла Салль для This Real Woman (2000) та ін.